# الاتحاد الديمقراطي الفلسطيني
الاتحاد الديمقراطي الفلسطيني، المعروف عمومًا باسم فدا، هو حزب سياسي فلسطيني صغير ونشط في منظمة التحرير الفلسطينية (م.ت.ف) والسلطة الوطنية الفلسطينية (س.و.ف).

## تاريخ
نشأت فدا نتيجة انشقاق عن الجبهة الديمقراطية لتحرير فلسطين بسبب الخلافات في أوائل التسعينيات حول السياسات تجاه الأردن، وعملية أوسلو للسلام، والانتفاضة الأولى. في سبتمبر 1991، أقر الحزب برنامجه السياسي. وفي أبريل 1993، أعتُمد اسم الاتحاد الديمقراطي الفلسطيني – فدا.

## تنظيم
الجناح الشبابي لفدا يعرف باسم اتحاد شباب الاستقلال؛ وهناك أيضًا مجموعات للعمال والنساء. فدا لا يمتلك جناحًا مسلحًا، وذلك على عكس الجبهة الديمقراطية لتحرير فلسطين وعدة منظمات فلسطينية أخرى.[بحاجة لمصدر]

## المعتقدات والأيديولوجية
شعار فدا هو "الحرية، الاستقلال، العودة، الديمقراطية والاشتراكية". ويقدم نفسه كحزب اشتراكي تقدمي وعلماني وديمقراطي، ويتبنى المصطلحات الماركسية لـ "الاشتراكية العلمية".
اتخذت فدا موقفًا أكثر اعتدالًا من الجبهة الديمقراطية لتحرير فلسطين (بقيادة نايف حواتمة ومقرها في دمشق، سوريا) تجاه الصراع الفلسطيني الإسرائيلي، وحاولت أن تثبت نفسها كبديل ديمقراطي يساري في السياسة الفلسطينية. وتدعو إلى حل الدولتين على أساس حدود عام 1967 مع القدس الشرقية كعاصمة لدولة فلسطينية مستقلة. وفي عام 2002، وقع قائد بارز في فدا، ممدوح نوفل، نداءً لوقف التفجيرات الانتحارية.
عقد الحزب مؤتمرين وطنيين، الأول في أريحا عام 1995 والثاني عام 2000.

## قيادة فدا
تأسست فدا على يد ياسر عبد ربه، الذي يُعتبر من المعتدلين الداعمين للسلام، والذي مثل المنظمة آنذاك في اللجنة التنفيذية لمنظمة التحرير الفلسطينية، حيث عمل مستشاراً لياسر عرفات.
في عام 2002، استقال من الحزب بعد نزاعات داخلية. وكانت الناشطة في مجال حقوق المرأة زهيرة كمال قد اختيرت في انتخابات داخلية لتحل محله كوزيرة في حكومة السلطة الوطنية الفلسطينية، تمكن بعد ذلك من البقاء في الحكومة كعضو مستقل بدعم من عرفات، ولكنه استُبدل في فدا بصالح رأفت، الأمين العام الحالي. تبقى زهيرة كمال في فدا، لكن خارج الحكومة. من القادة البارزين الآخرين في فدا يشملون عزمي الشعيبي وممدوح نوفل.

## المشاركة الانتخابية
تمتلك فدا 21 عضوًا في المجلس الوطني الفلسطيني التابع لمنظمة التحرير الفلسطينية. وقد تم انتخابهم كمندوبين للجبهة الديمقراطية أو تم تعيينهم لتمثيل مختلف فروع منظمة التحرير الفلسطينية، في المؤتمر الوطني الفلسطيني الأخير في عام 1988. ولم يتم إجراء انتخابات جديدة منذ ذلك الحين.
شاركت فدا في انتخابات المجلس التشريعي الفلسطيني عام 1996، وبفضل دعم حركة فتح تمكنت من الحصول على مقعد واحد شغله عزمي الشعيبي. قام الشعيبي بحملات لتعزيز السيطرة البرلمانية على السلطة التنفيذية ولزيادة الشفافية في السلطة الوطنية الفلسطينية.
في انتخابات المجلس التشريعي الفلسطيني التي جرت في يناير/كانون الثاني 2006، كانت فدا جزءًا من قائمة البديل مع الجبهة الديمقراطية لتحرير فلسطين وحزب الشعب الفلسطيني. حصلت القائمة على 2.8% من الأصوات الشعبية وفازت بمقعدين من أصل 132 في المجلس التشريعي الفلسطيني.

## روابط خارجية
- فدا - الموقع الرسمي للاتحاد الديمقراطي الفلسطيني باللغة الإنجليزية